# Nati nel 980
| Questa pagina contiene informazioni ricavate automaticamente dalle voci biografiche con l'ausilio del template Bio e di un bot. L'aggiornamento è periodico e automatico e ricostruisce completamente la pagina. Se manca una persona in questa lista, sei pregato di non aggiungerla, ma accertati piuttosto che la sua voce biografica contenga il template Bio e che i dati anagrafici siano correttamente compilati. Se il template Bio manca, inseriscilo tu stesso o, in alternativa, metti l'avviso {{tmp\|Bio}} che ne segnala la mancanza. Se i dati riportati sono sbagliati, correggi direttamente la voce biografica; le modifiche saranno visibili in questa lista entro pochi giorni. Per chiarimenti vedi il progetto biografie. La lista contiene solo le 9 persone che sono citate nell'enciclopedia e per le quali è stato implementato correttamente il template Bio. Pagina aggiornata al 2 apr 2025. |

- 15 luglio - Ichijō, imperatore giapponese († 1011)
- 22 agosto - Avicenna, medico, filosofo e matematico persiano († 1037)
- Eccardo IV di San Gallo, monaco cristiano, storico e scrittore svizzero
- Ermanno I di Meißen, nobile tedesco († 1038)
- Goffredo I di Bretagna, francese († 1008)
- Ottone III di Sassonia, re († 1002)
- Richlind di Altdorf, nobile tedesca († 1045)
- Einar Thambarskelfir, militare norvegese († 1050)
- Abu l-Faraj al-Tayyib, medico e teologo arabo († 1043)